# Fornaboda travbana
Fornaboda travbana, även kallat Lindesbergstravet, är en svensk travbana belägen vid riksväg 50, cirka fyra kilometer norr om Lindesberg. Banan invigdes 1951.

## Om banan
1886 bildades Lindes Travklubb, som står bakom banan. Någon travbana fanns inte då, utan tävlingar kördes under vintern på isen på Lindesjön. 1951 stod travbanan i Fornaboda klar. Banan byggdes av aktiebolaget Linde Trav, som finns kvar än i dag. Lindes travklubb äger 90 procent av aktierna i Linde Trav.
Det är Lindes travklubb som arrangerar tävlingarna och ansvarar för skötseln av banan. I början kördes sex tävlingar under säsongen för att sedan utökas till dagens elva.
Fornaboda travbana används bara sommartid, och höjdpunkten på tävlingsåret är Bergslagsloppet, som arrangerats sedan 1978.
Vinnaren av 2015 års upplaga av Idol, Martin Almgren, är banmästare på banan.

## Bildgalleri

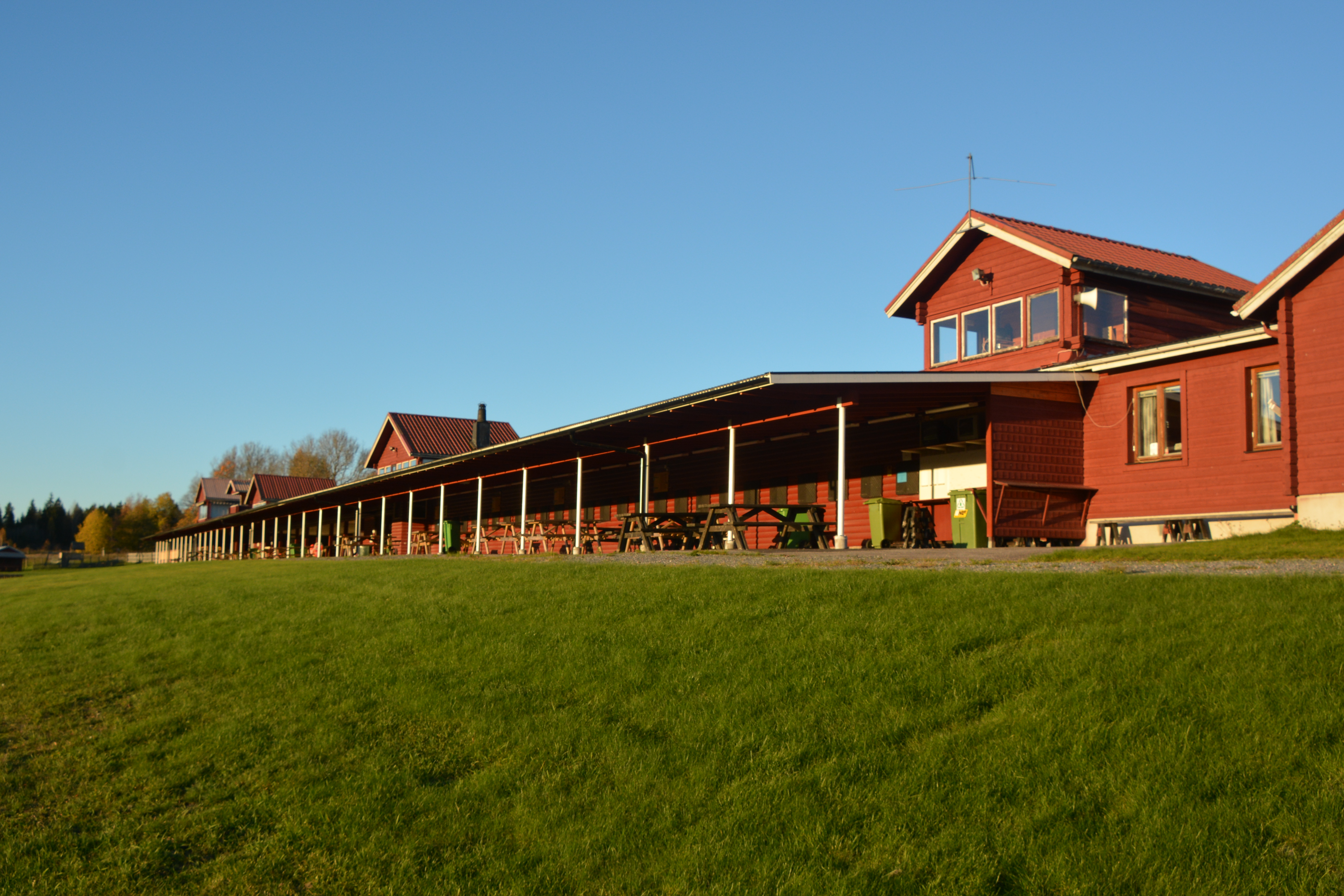
Åskådarområde
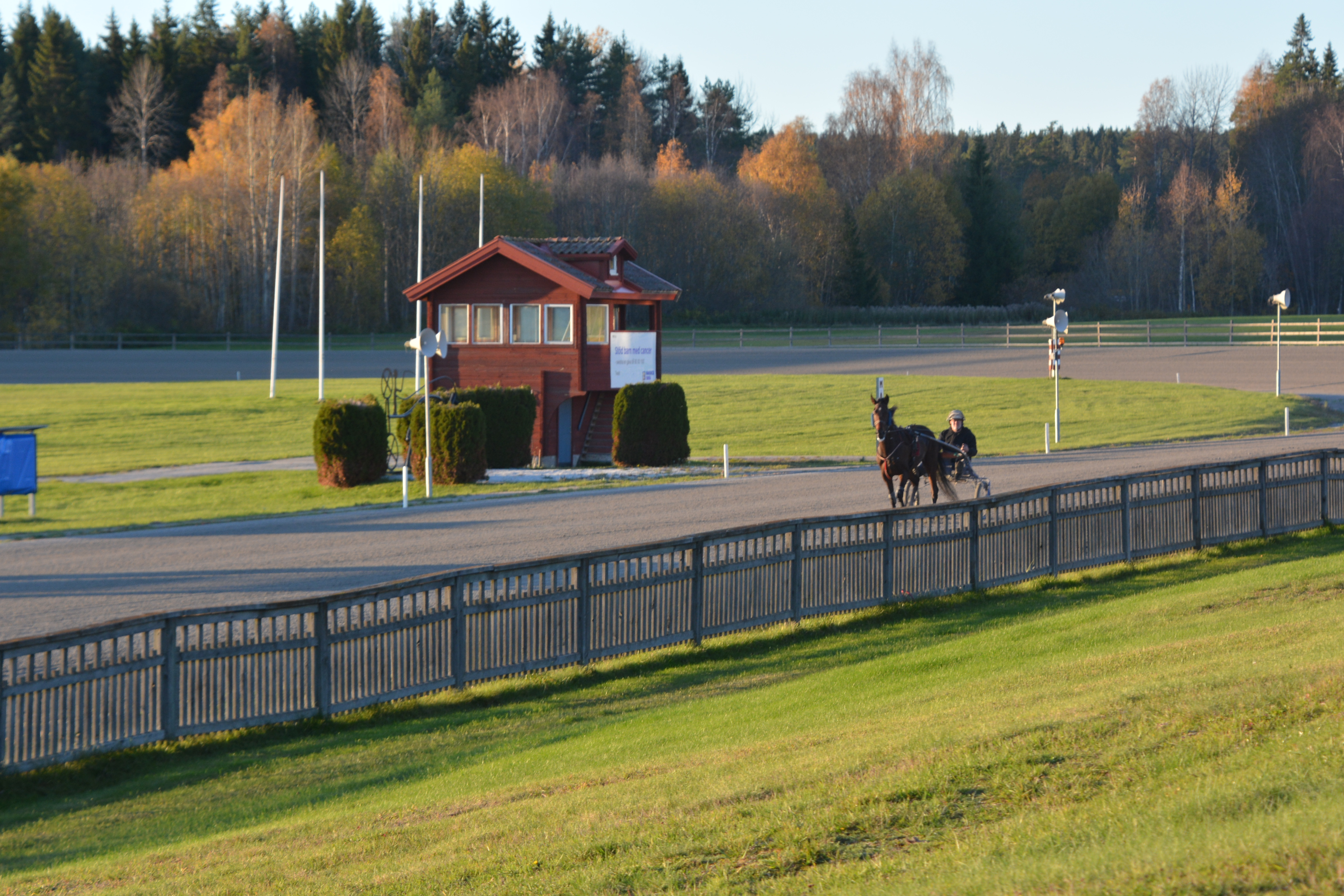
Domartorn